# Kei Yamaguchi
Kei Yamaguchi (Kyoto, 11 giugno 1983) è un ex calciatore giapponese, centrocampista.